# (2820) Iisalmi
(2820) Iisalmi est un astéroïde de la ceinture principale.

## Description
(2820) Iisalmi est un astéroïde de la ceinture principale. Il fut découvert le 8 septembre 1942 à Turku par Yrjö Väisälä. Il présente une orbite caractérisée par un demi-grand axe de 2,23 UA, une excentricité de 0,16 et une inclinaison de 2,9° par rapport à l'écliptique.

## Compléments